# Даллас-Сіті (Іллінойс)
Даллас-Сіті (англ. Dallas City) — місто (англ. city) в США, в округах Генкок і Гендерсон штату Іллінойс. Населення — 805 осіб (2020).

## Географія
Даллас-Сіті розташований за координатами 40°38′7″ пн. ш. 91°9′51″ зх. д. / 40.63528° пн. ш. 91.16417° зх. д. (40.635301, -91.164282).  За даними Бюро перепису населення США в 2010 році місто мало площу 8,48 км², з яких 6,15 км² — суходіл та 2,33 км² — водойми.

## Демографія
Згідно з переписом 2010 року, у місті мешкало 945 осіб у 429 домогосподарствах у складі 273 родин. Густота населення становила 111 особа/км².  Було 492 помешкання (58/км²).
Расовий склад населення:
| - 96,7 % — білих - 0,3 % — корінних американців - 0,3 % — чорних або афроамериканців - 0,3 % — азіатів |

До двох чи більше рас належало 2,0 %. Частка іспаномовних становила 1,6 % від усіх жителів.
За віковим діапазоном населення розподілялося таким чином: 19,7 % — особи молодші 18 років, 57,7 % — особи у віці 18—64 років, 22,6 % — особи у віці 65 років та старші. Медіана віку мешканця становила 47,3 року. На 100 осіб жіночої статі у місті припадало 83,9 чоловіків;  на 100 жінок у віці від 18 років та старших — 81,1 чоловіків також старших 18 років.
Середній дохід на одне домашнє господарство  становив 53 275 доларів США (медіана — 44 545), а середній дохід на одну сім'ю — 58 952 долари (медіана — 55 000). Медіана доходів становила 41 000 доларів для чоловіків та 24 554 долари для жінок. За межею бідності перебувало 11,9 % осіб, у тому числі 28,9 % дітей у віці до 18 років та 3,6 % осіб у віці 65 років та старших.
Цивільне працевлаштоване населення становило 541 осіб. Основні галузі зайнятості: виробництво — 25,1 %, освіта, охорона здоров'я та соціальна допомога — 19,8 %, науковці, спеціалісти, менеджери — 13,7 %, роздрібна торгівля — 9,2 %.